# Heitenried
Heitenried je obec v kantonu Fribourg, v okrese Sense. Žije zde  obyvatel.

## Geografie
Heitenried leží v nadmořské výšce 762 m, 11 km vzdušnou čarou východně od hlavního města kantonu, Fribourgu. Vesnice se rozkládá na vyhlídkovém místě na jihozápadním svahu Magdalenaholzu, nad údolím potoka Lettiswilbach, v kopcovité krajině východní části Fribourské plošiny.
Rozloha obce o velikosti 9,0 km² zahrnuje část kopcovité krajiny z molasy mezi údolími řek Sána a Sense. Území je na západě ohraničeno potokem Lettiswilbach, který teče v širokém údolí severním směrem k řece Taverna. Od této údolní nížiny se obecní území rozprostírá na východ přes zvlněnou kopcovitou krajinu s vrcholy Hubel (752 m n. m.), Chapfholz (797 m n. m.) a Magdalenaholz (s 822 m n. m. nejvyšší bod Heitenriedu) až k řece Sense v oblasti ústí potoka Sodbach. Řeka Sense zde teče v hlubokém korytě, vyhloubeném do molasových vrstev okolního terénu, a má až 100 m vysoké strmé břehy, částečně protkané pískovcovými skalami. V roce 1997 tvořily 6 % rozlohy obce zastavěné plochy, 19 % lesy a háje, 74 % zemědělská půda a necelé 1 % neproduktivní půda.
K Heitenriedu patří osady Wiler vor Holz (725 m n. m.) na výšině východně od údolí potoka Lettiswilbach, Selgiswil (758 m n. m.) na sedle jižně od Chapfholz, Breitenried (665 m n. m.) na terase nad potokem Lettiswilbach, Lettiswil (748 m n. m.) u stejnojmenného potoka a Schönfels (746 m n. m.) na náhorní plošině západně od Sensegrabens, jakož i četné jednotlivé usedlosti. Sousedními obcemi Heitenriedu jsou Tafers a Ueberstorf v kantonu Fribourg a Schwarzenburg v kantonu Bern.

## Historie
Území obce Heitenried bylo osídleno již velmi brzy, což dokládají nálezy mohyl z doby halštatské v Magdalenaholzu a jednotlivé zbytky římské silnice, která vedla z Fribourgu do Schwarzenburgu.
Na základě názvu obce se předpokládá, že Heitenried bylo založeno v 10. nebo 11. století Alemany (odvozeno od jména osoby Heito). První písemná zmínka o místě pochází z roku 1228 pod francouzským názvem Essers. Německá verze Riede se dochovala z roku 1296. Oba názvy mají význam „vyklučení lesa“.
Ve středověku tvořil Heitenried vlastní malé panství, které ve 14. století přešlo do vlastnictví hrabat z Thiersteinu. V roce 1442 se vesnice koupí dostala pod vládu Fribourgu a byla přiřazena k panství Alten Landschaft.
Po pádu Staré konfederace (1798) patřil Heitenried během Helvétské republiky a následujícího období k okresu Freiburg a od roku 1831 k německému okresu Freiburg, než byl v roce 1848 s novou kantonální ústavou začleněn do tehdy nově vytvořeného okresu Sense.

## Obyvatelstvo
| Rok            | 1850 | 1900 | 1950 | 2000 | 2010 | 2020 |
| Počet obyvatel | 705  | 748  | 833  | 1101 | 1286 | 1385 |

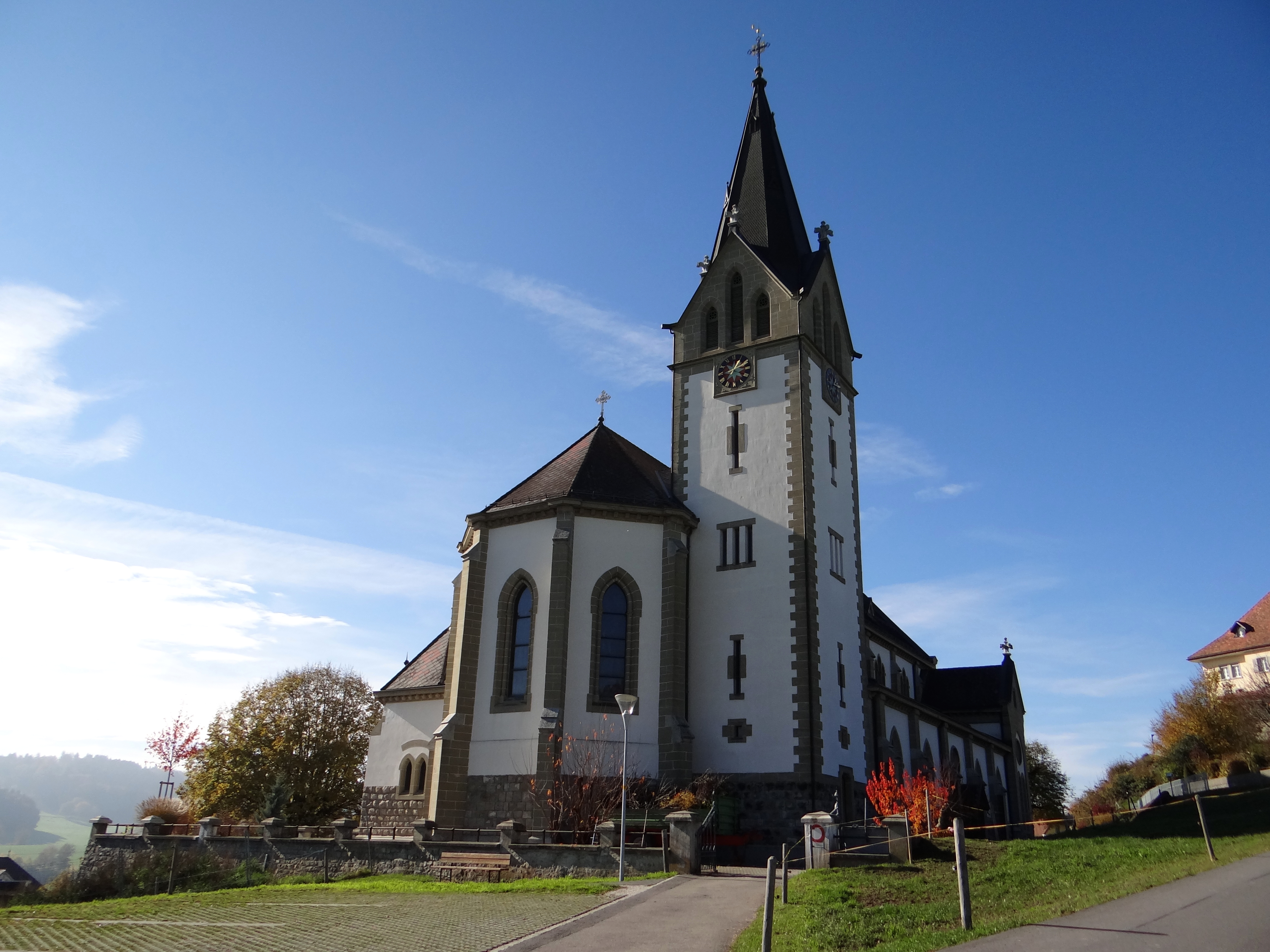
Kostel

Většina obyvatel (k roku 2000) hovoří německy (97,2 %), druhým nejčastějším jazykem je francouzština (0,6 %) a třetím portugalština (0,6 %).

## Hospodářství
Heitenried byl až do druhé poloviny 20. století vesnicí, která se vyznačovala převážně zemědělstvím. V obci je dosud provozován chov dobytka, produkce mléka, zemědělství a ovocnářství. Další pracovní místa jsou k dispozici v místním malém průmyslu a ve službách. V Heitenriedu sídlí podniky zabývající se dřevařstvím, stavebnictvím, informatikou, mechanickými dílnami a sýrárnami. V posledních desetiletích se vesnice díky své atraktivní poloze stala také rezidenční obcí. Mnoho pracujících proto dojíždí za prací, hlavně do oblasti Bernu a Fribourgu.

## Doprava
Obec má dobré dopravní spojení. Leží na hlavní silnici z Fribourgu přes Schwarzenburg do Thunu. Silnice vede strmě do údolí Sensetobel, kde překračuje řeku po moderním mostě Sodbachbrücke, vedle kterého se dochoval historický dřevěný most z roku 1876, který leží z jedné čtvrtiny na území obce Heitenried a z jedné čtvrtiny na území obce Tafers.
Heitenried je napojen na síť veřejné dopravy autobusovými linkami TPF, které obsluhují trasy z Fribourgu do Schwarzenburgu a ze Schmittenu do Schwarzenburgu.